# Stone (Staffordshire)
Stone est une ville dans le Staffordshire en Angleterre. Il est situé dans le district de Stafford. Située à 11,2 kilomètres de Stafford. Sa population est de 16385 habitants (2011)